# Yamaha Neo's
La Yamaha Neo's és un ciclomotor que es fabrica des del 1997 en tres generacions. És una moto molt senzilla i que ve en diversos colors.